# Andrijiwka (rejon masziwski)
Andrijiwka (ukr. Андріївка) – wieś na Ukrainie, w obwodzie połtawskim, w rejonie masziwskim.
Miejscowość założona w 1765 i jest położone na obu brzegach rzeczki Sucha Łypianka, w 2001 liczyła około 578 mieszkańców.